# Darko Ruso
Darko Ruso (in serbo Дарко Русо?; 28 marzo 1962) è un allenatore di pallacanestro serbo.